# Piede Grosso
Alce Chiazzato, (in lakota Heȟáka Glešká; in inglese Spotted Elk), poi noto con il nomignolo di Piede Grosso (Si Tȟáŋka; Big Foot) (Dakota del Sud, 1826 – Wounded Knee, 29 dicembre 1890), è stato un capo tribale dei Miniconjou, un gruppo di Lakota Sioux.
Era figlio di Corno Solitario, anch'egli capo miniconjou, e divenne capo alla morte del padre. Era molto rinomato per le capacità militari e diplomatiche. Un soldato statunitense di Fort Bennett lo soprannominò Big Foot, ma non va confuso con l'omonimo oglala chiamato anche Ste Si Tȟáŋka o Chetan keah. Nel 1890 fu ucciso dall'esercito statunitense in occasione del massacro di Wounded Knee.

## Gioventù
Piede Grosso nacque attorno al 1826, figlio di Corno Solitario. La sua famiglia apparteneva al sottogruppo dei Teton Lakota (Sioux) noto come Miniconjou. Aveva tre fratelli, di sangue o anche solo hunka (adottivi): Naso Aquilino, Rana e Tocca le Nuvole (Maȟpíya Ičáȟtagya), ognuno dei quali divenne capo di una banda miniconjou. Nel 1877 Piede Grosso divenne capo dopo la morte del padre che aveva 87 anni.

## Capo Piede Grosso

### Capacità diplomatiche
Come capo Piede Grosso era considerato un grande uomo di pace. Era conosciuto tra la sua gente per i successi politici e diplomatici. Era bravo a risolvere liti di massa, e spesso la gente di altre tribù si rivolgeva a lui.

### Alleanza con Toro Seduto e Cavallo Pazzo
Negli anni 1870 Piede Grosso si alleò con il fratellastro Toro Seduto, con il cugino Cavallo Pazzo e con Tocca le Nuvole. Piede Grosso non partecipò a grandi scontri durante la grande guerra Sioux del 1876. In ogni caso la sua tribù patì la guerra, ed alla fine si arresero.

### Spostamento nella riserva
Dopo le guerre Sioux il governo spostò i Minneconjou nella riserva indiana del fiume Cheyenne in Dakota del Sud. Piede Grosso incoraggiò l'adattamento alla nuova vita favorendo lo sviluppo di un'agricoltura sostenibile e con la costruzione di scuole per i figli dei Lakota. Fu tra i primi nativi americani a coltivare il mais secondo gli standard governativi. Piede Grosso predicò anche una convivenza civile e pacifica con i coloni.

## Conversione alla Danza degli spiriti ed evangelismo

### Nuovo movimento religioso
A causa delle povere condizioni di vita nella riserva, i Lakota faticavano a sopravvivere. In alcuni casi gli agenti indiani erano corrotti e frodavano i Lakota derubandoli di rifornimenti e rendite. Nel 1889 erano disperati, ed i problemi li spinsero a cercare un cambiamento.
La soluzione radicale giunse con il movimento della Danza degli spiriti, una nuova religione creata dal profeta Paiute Wovoka. Piede Grosso e i suoi Lakota furono tra i più ferventi fedeli della cerimonia della 'Danza degli spiriti' quando giunse tra loro, nella primavera del 1890. Nonostante le regole governative vietavano la pratica della religione nelle riserve, il movimento si sviluppò come un incendio negli accampamenti e gli agenti indiani reagirono spaventati. Alcuni agenti sedarono i danzatori, mentre altri chiesero l'aiuto federale per ristabilire l'ordine.

### Capo Nuvola Rossa gli offre rifugio
Il 20 dicembre 1890, quando Toro Seduto fu ucciso nella riserva di Standing Rock, i suoi uomini fuggirono per trovare rifugio dall'ex alleato e fratellastro Piede Grosso. Temendo l'arresto e la rappresaglia governativa nei confronti della sua tribù, Piede Grosso la guidò a sud fino alla riserva di Pine Ridge su invito di Nuvola Rossa. Nuvola Rossa sperava che il suo capo amico l'avrebbe aiutato a trovare la pace. In cerca di salvezza, sventolando una bandiera bianca e senza l'intenzione di combattere, Piede Grosso contrasse la polmonite durante il viaggio verso Pine Ridge.

## Morte nel massacro di Wounded Knee

### Resa pacifica
Il 28 dicembre 1890 il battaglione del maggiore Samuel Whitside del 7º cavalleria intercettò i Lakota. Malato di polmonite, Piede Grosso si arrese pacificamente e la cavalleria lo prese in custodia con la sua tribù, scortandoli nel campo nei pressi di Wounded Knee Creek.

### Massacro di Wounded Knee

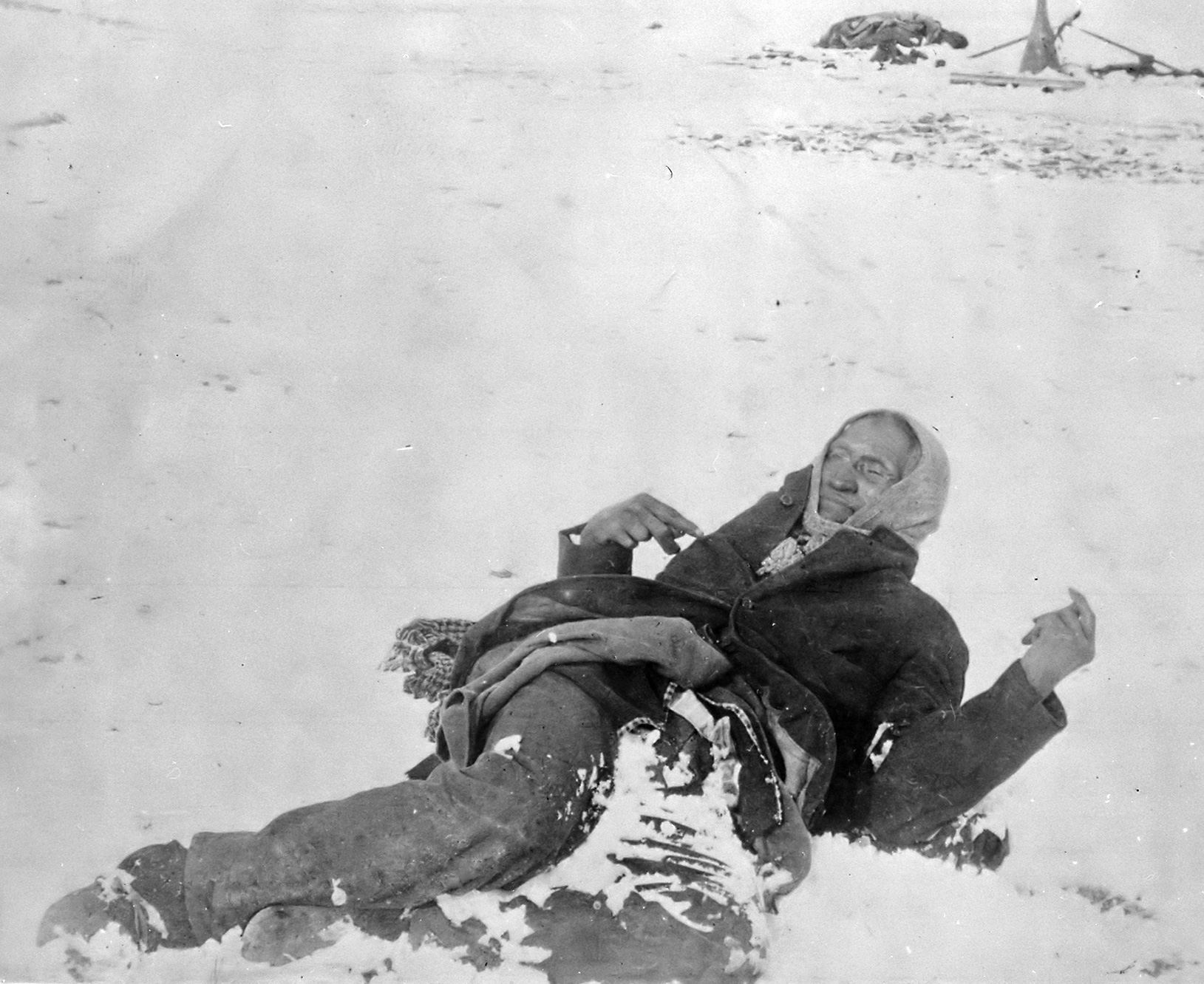
Piede Grosso giace morto nella neve dopo il massacro di Wounded Knee (fotografia del 1º gennaio 1891)

La notte che precedette il massacro il colonnello James William Forsyth giunse a Wounded Knee Creek ed ordinò ai propri uomini di piazzare quattro cannoni Hotchkiss attorno alla zona in cui i Lakota avevano costruito l'accampamento.
La mattina del 29 dicembre 1890 i soldati di Forsyth entrarono nell'accampamento e chiesero ai Lakota di consegnare loro le armi. Ci fu uno sparo. In seguito si disse che era stato un uomo sordo, Coyote Nero, che probabilmente non aveva sentito l'ordine di deporre il fucile. Immediatamente scoppiò uno scontro a fuoco. Gli statunitensi uccisero 153 Lakota, soprattutto non combattenti (donne e bambini), e Piede Grosso fu tra loro.
Piede Grosso venne sepolto nel Cimitero Cattolico del Sacro Cuore a Wounded Knee, Dakota del Sud.